# Tình bạn

Tình bạn, tranh của Petrona Viera (1895-1960)

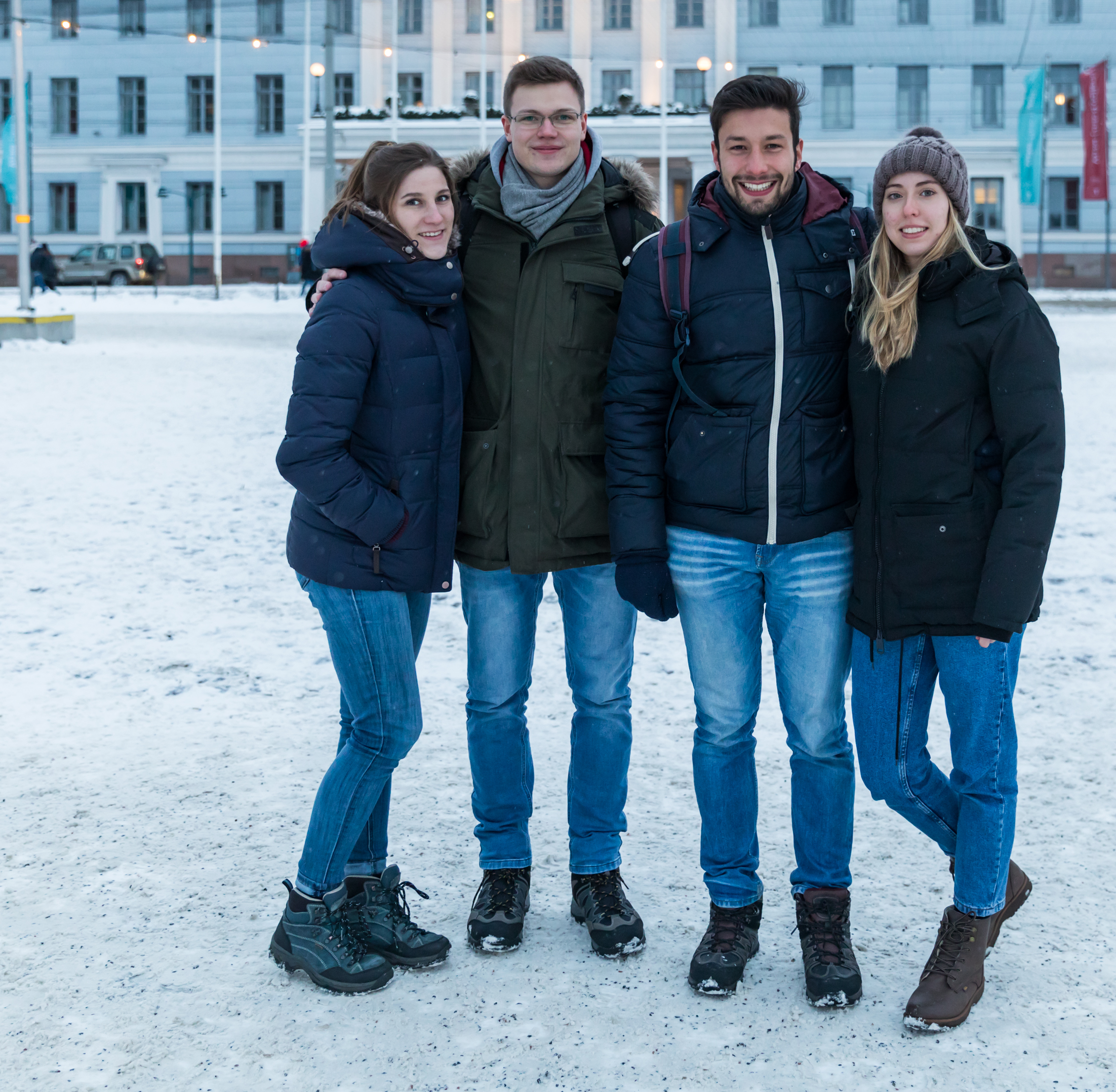
Một nhóm bạn thân đang đi du lịch tại Helsinki, Phần Lan

Tình bạn là tình cảm có thể hiểu là tình bạn khác giới hoặc tình bạn cùng giới. Đó là mối quan hệ hai chiều giữa con người với nhau. Nó là một hình thức liên kết giữa các cá nhân mạnh mẽ hơn so với một tổ chức kiểu hiệp hội, và đã được nghiên cứu trong các lĩnh vực học thuật như giao tiếp, xã hội học, tâm lý xã hội, nhân chủng học và triết học. Các lý thuyết hàn lâm khác nhau về tình bạn đã được đề xuất, bao gồm lý thuyết trao đổi xã hội, lý thuyết công bằng, phép biện chứng quan hệ và phong cách gắn bó. Đôi lúc tình bạn cũng có thể tiến lên thành tình yêu.
Mặc dù có nhiều hình thức của tình bạn, với việc thay đổi tính chất của tình bạn từ dạng này sang dạng khác, một số đặc điểm chung nhất định có mặt trong nhiều loại tình bạn như vậy. Những đặc điểm như vậy bao gồm tình cảm; lòng tốt, tình yêu, đức hạnh, sự cảm thông, sự đồng cảm, trung thực, lòng vị tha, lòng trung thành, sự rộng lượng, sự tha thứ, sự hiểu biết lẫn nhau và lòng trắc ẩn, thích thú sự có mặt của nhau, tin tưởng và khả năng là chính mình, thể hiện tình cảm của mình với người khác mà không phải sợ phán xét từ người đó. Tình bạn là một khía cạnh thiết yếu của kỹ năng xây dựng mối quan hệ. Tuy nhiên, có đôi lúc tình bạn không thực sự tốt như thế, nó có thể khiến cho một con người đổi trắng thay đen, tình bạn không chỉ xây dựng trong ngày một ngày hai mà là sự thấu hiểu đặc biệt của hai người hay một nhóm bạn nào đó.

## Tâm lý học phát triển

### Thời thơ ấu

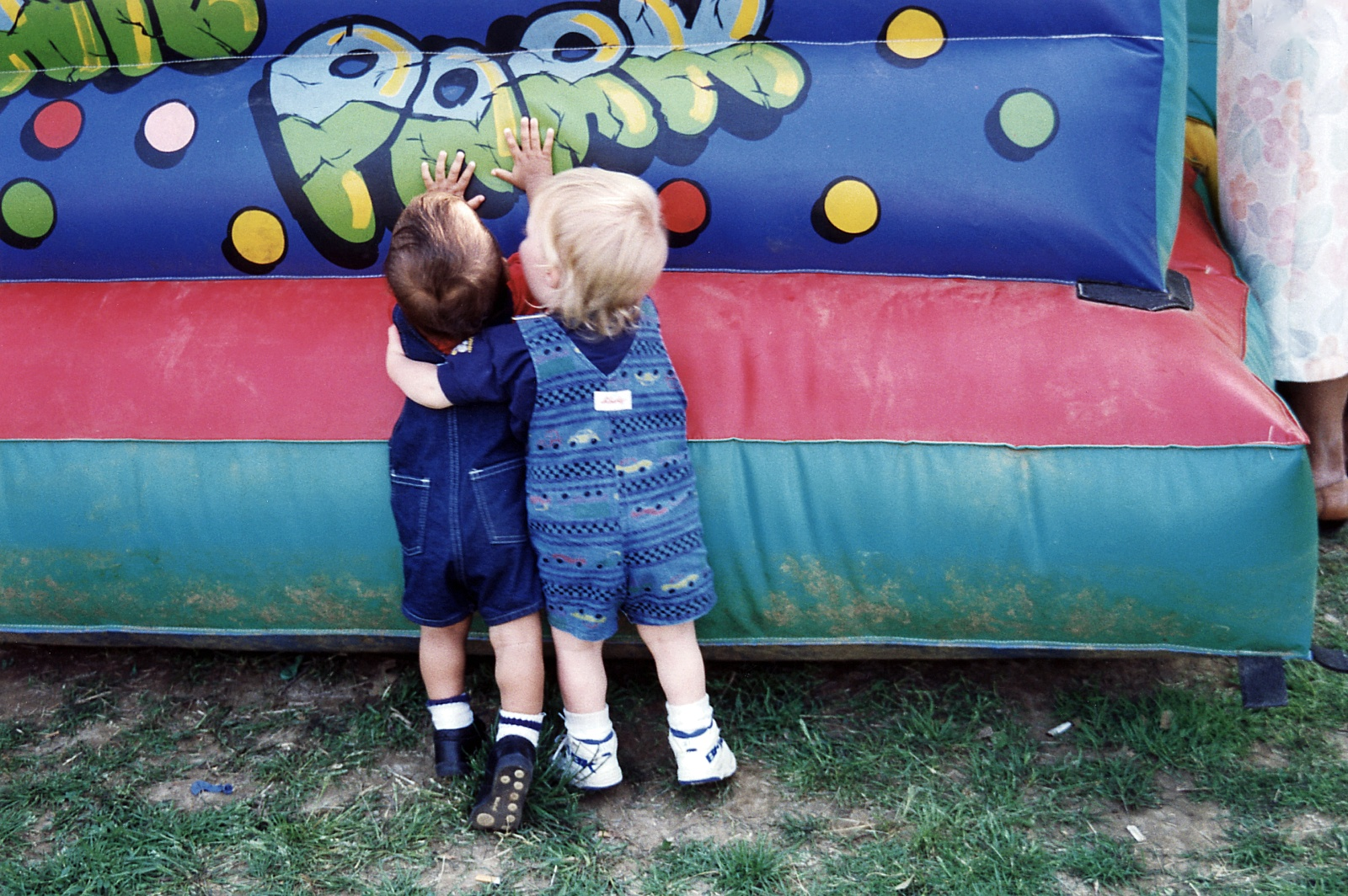
Tình bạn thời thơ ấu

Sự hiểu biết về tình bạn ở trẻ em có xu hướng tập trung nhiều hơn vào các lĩnh vực như hoạt động chung, gần gũi về địa lý và kỳ vọng chung. :498  :498  Những tình bạn này mang đến cơ hội chơi đùa và khả năng thực hành việc tự điều chỉnh tâm lý. :246 Hầu hết trẻ em có xu hướng mô tả tình bạn theo những điều như chia sẻ, và trẻ em có nhiều khả năng chia sẻ với người mà chúng coi là bạn.  :246  Khi trẻ trưởng thành, chúng trở nên ít cá tính hơn và nhận thức rõ hơn về người khác. Trẻ em có khả năng đồng cảm với bạn bè và thích chơi theo nhóm. Chúng cũng trải qua sự từ chối của bạn bè cùng trang lứa khi trải qua những năm tháng tuổi thơ. Thiết lập mối quan hệ bạn bè tốt ngay từ nhỏ giúp một đứa trẻ được làm quen tốt hơn trong xã hội sau này trong cuộc sống của chúng.
Dựa trên báo cáo của các giáo viên và mẹ, 75% trẻ em mẫu giáo có ít nhất một người bạn. Con số này tăng lên 78% cho đến lớp năm, được đo bằng cách hai trẻ cùng đề cử nhau là bạn bè và 55% có một người bạn thân nhất. :247 Khoảng 15% trẻ em được phát hiện là không có bạn bè trong thời gian dài, thời gian báo cáo không có bạn bè dài ít nhất sáu tháng.  :250
Lợi ích tiềm năng của tình bạn bao gồm cơ hội tìm hiểu về sự đồng cảm và giải quyết vấn đề. Huấn luyện từ cha mẹ có thể hữu ích trong việc giúp trẻ kết bạn. Eileen Kennedy-Moore mô tả ba thành phần chính của sự hình thành tình bạn của trẻ em: (1) cởi mở, (2) tương đồng và (3) chia sẻ niềm vui. Cha mẹ cũng có thể giúp trẻ hiểu các nguyên tắc xã hội mà chúng chưa tự học. Rút ra từ nghiên cứu của Robert Selman  và những người khác, Kennedy-Moore phác thảo các giai đoạn phát triển trong tình bạn của trẻ em, phản ánh khả năng ngày càng tăng để hiểu quan điểm của người khác: "Tôi muốn theo cách của tôi", "Tôi sẽ có lợi gì từ việc này?", "Theo quy tắc","Quan tâm và chia sẻ "và "Là bạn bè dù gì xảy ra đi nữa".

### Vị thành niên

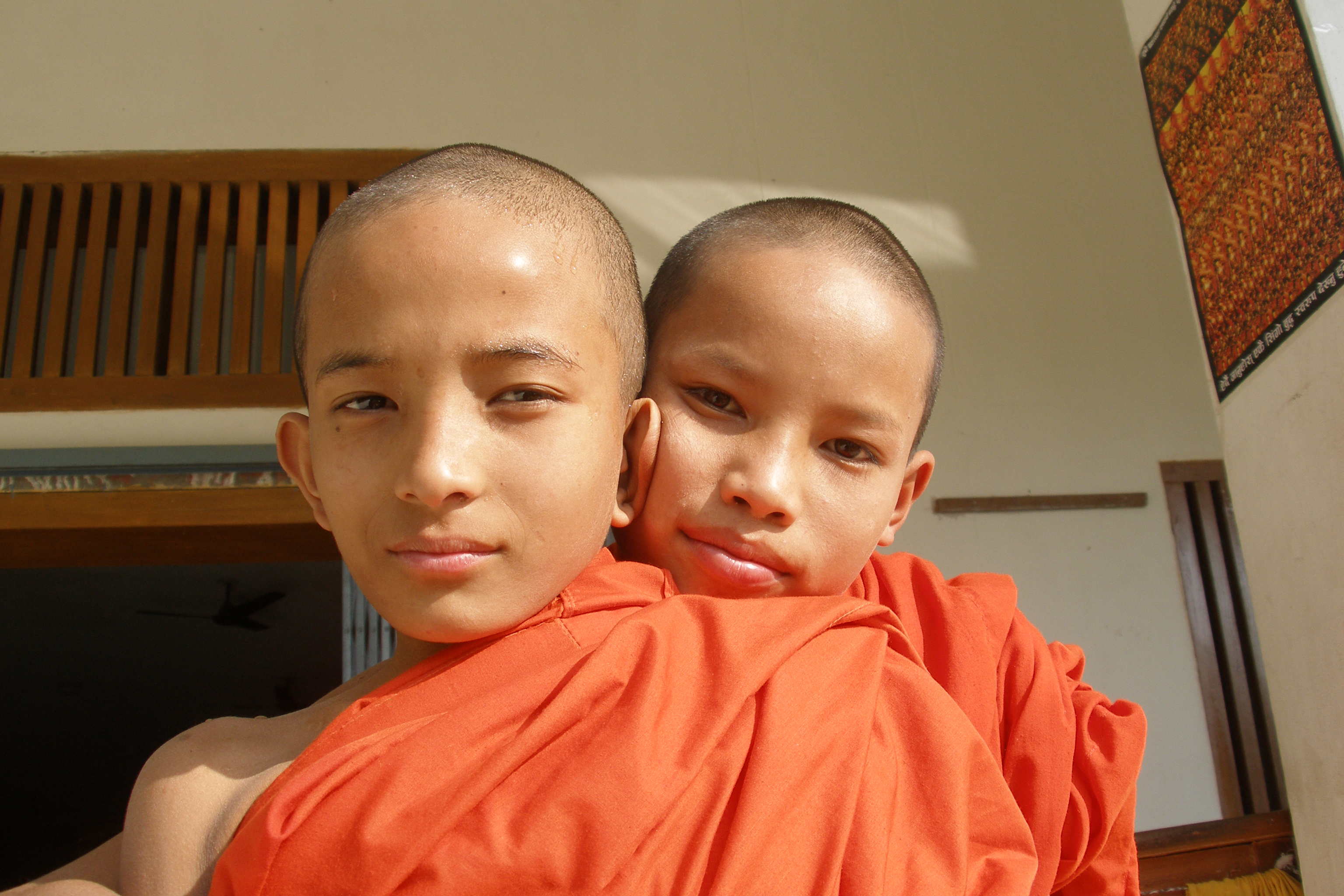
Hai người bạn ở Nepal

Ở tuổi thanh thiếu niên, tình bạn trở nên "cho đi nhiều hơn, chia sẻ, thẳng thắn, hỗ trợ và tự phát". Thanh thiếu niên có xu hướng tìm kiếm những người đồng trang lứa có thể cung cấp những phẩm chất như vậy trong mối quan hệ qua lại và để tránh những đồng nghiệp có hành vi có vấn đề cho thấy họ có thể không thể đáp ứng những nhu cầu này. Mối quan hệ bắt đầu duy trì sự tập trung vào các giá trị chung, lòng trung thành và lợi ích chung, thay vì mối quan tâm thể chất như sự gần gũi và quyền được chơi những trò chơi đặc trưng của thời thơ ấu. :246
Một nghiên cứu được thực hiện tại Đại học Texas ở Austin đã kiểm tra hơn 9.000 thanh thiếu niên Mỹ để xác định mức độ tham gia của họ trong hành vi có vấn đề (như ăn cắp, đánh nhau và trốn học) có liên quan đến tình bạn của họ. Các phát hiện chỉ ra rằng thanh thiếu niên ít tham gia vào các hành vi có vấn đề khi bạn bè của họ học tốt ở trường, tham gia các hoạt động ở trường, tránh uống rượu và có sức khỏe tâm thần tốt. Điều ngược lại được tìm thấy liên quan đến thanh thiếu niên đã tham gia vào hành vi có vấn đề. Việc thanh thiếu niên có bị ảnh hưởng bởi bạn bè của họ để tham gia vào hành vi có vấn đề hay không phụ thuộc vào mức độ họ tiếp xúc với những người bạn đó và liệu họ và các nhóm bạn của họ có "phù hợp" với trường học hay không.
Một nghiên cứu của các nhà nghiên cứu từ Đại học Purdue cho thấy tình bạn được hình thành trong quá trình giáo dục sau trung học kéo dài hơn tình bạn được hình thành trước đó.

### Trưởng thành

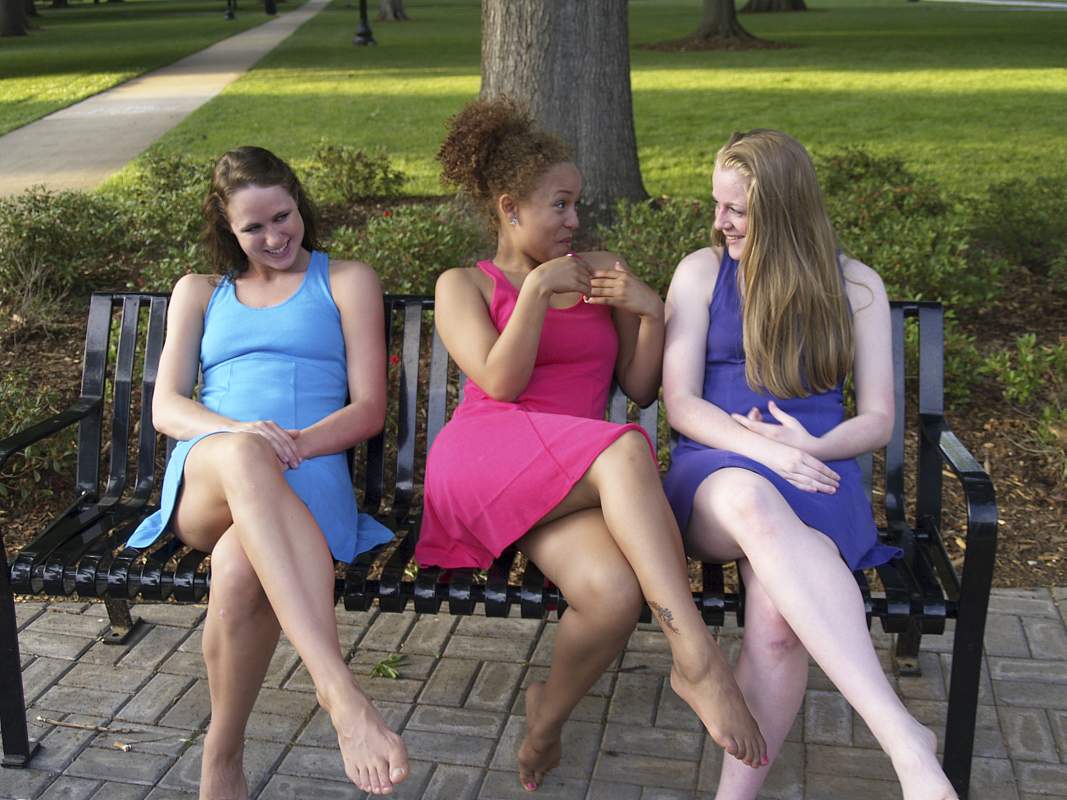
Tình bạn ở tuổi trưởng thành

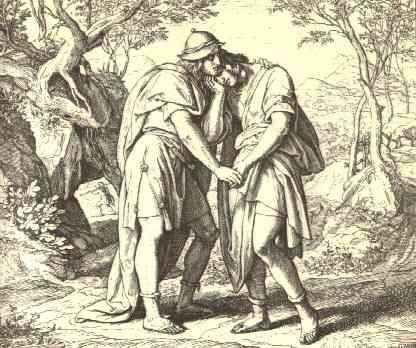
Freundschaft zwischen Jonathan und David, tranh của Julius Schnorr von Karolsfeld (1860), dịch theo tiếng Anh là Tình bạn giữa Jonathan và David

Tình bạn ở tuổi trưởng thành đem lại sự đồng hành, tình cảm, cũng như hỗ trợ về mặt cảm xúc và đóng góp tích cực cho sự khỏe mạnh về tinh thần và cải thiện sức khỏe thể chất. :426
Người lớn có thể cảm thấy cực kỳ khó khăn để duy trì tình bạn có ý nghĩa ở nơi làm việc. "Nơi làm việc có thể đầy sự cạnh tranh, vì vậy mọi người học cách che giấu các điểm yếu và sự kỳ quặc, không cho đồng nghiệp thấy. Tình bạn nơi làm việc thường mang lại cảm giác của sự giao dịch; thật khó để biết khi nào thì kết thúc việc kết nối và tình bạn thực sự bắt đầu. "  Hầu hết người lớn coi trọng sự an toàn tài chính trong công việc của họ hơn là tình bạn với đồng nghiệp.
Phần lớn người lớn có trung bình hai người bạn thân thiết. Nhiều nghiên cứu với người lớn cho thấy rằng tình bạn và các mối quan hệ hỗ trợ khác làm tăng lòng tự trọng.

### Người cao tuổi
Người lớn tuổi tiếp tục báo cáo mức độ hài lòng cá nhân cao trong tình bạn của họ khi họ già đi, và ngay cả khi tổng số bạn bè có xu hướng giảm. Sự hài lòng này có liên quan đến việc tăng khả năng hoàn thành các hoạt động của cuộc sống hàng ngày, cũng như giảm khả năng nhận thức, giảm các trường hợp nhập viện và kết quả tốt hơn liên quan đến phục hồi chức năng. :427 Tổng số bạn bè được báo cáo trong cuộc sống sau này có thể được cân đối nhờ sự sáng suốt tăng lên, lời nói và tầm nhìn tốt hơn và tình trạng hôn nhân ổn định hơn. :53

Như một đánh giá đã viết: 
 Nghiên cứu trong bốn thập kỷ qua đã liên tục phát hiện ra rằng những người lớn tuổi báo cáo mức độ hạnh phúc cao nhất và sức khỏe nói chung cũng báo cáo mối quan hệ chặt chẽ, chặt chẽ với nhiều bạn bè. 
 Khi trách nhiệm gia đình và áp lực nghề nghiệp giảm đi, tình bạn trở nên quan trọng hơn. Trong số những người cao tuổi, tình bạn có thể cung cấp liên kết đến cộng đồng lớn hơn, đóng vai trò là yếu tố bảo vệ chống lại trầm cảm và cô đơn, và bù đắp cho những mất mát tiềm tàng trong hỗ trợ xã hội trước đây của các thành viên gia đình. :32–33 Đặc biệt, đối với những người không thể ra ngoài thường xuyên, tương tác với bạn bè cho phép tiếp tục tương tác với xã hội. Ngoài ra, người lớn tuổi có sức khỏe giảm sút mà vẫn giữ liên lạc với bạn bè cho thấy tâm lý của họ được cải thiện.

## Vấn đề phát triển

### Rối loạn tăng động giảm chú ý
Trẻ em bị rối loạn tăng động giảm chú ý (ADHD) có thể gặp khó khăn trong hình thành và duy trì tình bạn, do khả năng hạn chế để xây dựng các kỹ năng xã hội thông qua học tập quan sát, những khó khăn tìm hiểu các dấu hiệu xã hội, và vì những tác động xã hội của hành vi bốc đồng và có xu hướng lớn hơn để tham gia vào hành vi có thể được các đồng nghiệp của họ coi là quấy rối. Trong một tổng quan năm 2007, không có phương pháp điều trị nào được xác định có hiệu quả giải quyết tương tác ngang hàng ở trẻ em bị ADHD và các phương pháp điều trị giải quyết các khía cạnh khác của rối loạn không được tìm thấy để loại bỏ các vấn đề liên quan đến tương tác với bạn bè cùng trang lứa.

### Tự kỷ
Một số triệu chứng rối loạn phổ tự kỷ có thể cản trở sự hình thành các mối quan hệ giữa các cá nhân, như ưu tiên cho các hành động thường ngày, chống lại sự thay đổi, ám ảnh với các lợi ích hoặc nghi lễ đặc biệt và thiếu kỹ năng xã hội. Trẻ em mắc chứng tự kỷ đã được tìm thấy có nhiều khả năng là bạn thân của một người, thay vì có các nhóm bạn. Ngoài ra, họ có nhiều khả năng là bạn thân của những đứa trẻ khác bị khuyết tật. Ý thức về sự gắn bó của cha mẹ về chất lượng tình bạn ở trẻ em bị rối loạn phổ tự kỷ; ý thức gắn bó với cha mẹ của một người bù đắp cho việc thiếu các kỹ năng xã hội thường gây ức chế cho tình bạn.
Một nghiên cứu được thực hiện bởi Frankel et al. cho thấy sự can thiệp và chỉ dẫn của cha mẹ đóng một vai trò quan trọng trong những đứa trẻ phát triển tình bạn như vậy. Cùng với sự can thiệp của phụ huynh, các chuyên gia của trường đóng một vai trò quan trọng trong việc dạy các kỹ năng xã hội và tương tác ngang hàng. Paraprofessionals, cụ thể là phụ tá một người và phụ tá lớp học, thường được đặt với trẻ em bị rối loạn phổ tự kỷ để tạo điều kiện cho tình bạn và hướng dẫn trẻ trong việc kết bạn và duy trì tình bạn một cách đáng kể.
Mặc dù các bài học và luyện tập có thể giúp các bạn đồng lứa của trẻ tự kỷ, sự bắt nạt vẫn là mối quan tâm chính trong các tình huống xã hội. Theo Anahad O'Connor của tờ New York Times, bắt nạt rất có thể xảy ra đối với trẻ em bị rối loạn phổ tự kỷ, vốn là những trẻ có khả năng sống độc lập nhất. Những đứa trẻ như vậy có nguy cơ cao hơn vì chúng có nhiều nghi thức và thiếu kỹ năng xã hội như những đứa trẻ mắc chứng tự kỷ chức năng thấp (rõ ràng hơn), nhưng chúng có nhiều khả năng được đưa vào học chung ở trường hơn, vì chúng có chức năng xã hội cao hơn (ít rõ ràng hơn) là trẻ ở khoảng cuối của phổ tự kỷ. Trẻ tự kỷ gặp nhiều khó khăn hơn khi đoán nhận các tín hiệu xã hội, và vì vậy có thể không phải lúc nào cũng nhận ra khi chúng bị bắt nạt.

### Hội chứng Down
Trẻ mắc hội chứng Down càng thêm khó khăn trong việc thiết lập tình bạn. Các trẻ em gặp phải sự chậm trễ về ngôn ngữ khiến cho các em gặp khó khăn hơn khi chơi với những đứa trẻ khác. Hầu hết trẻ em mắc hội chứng Down có thể thích xem các học sinh khác và chơi cùng với một người bạn nhưng không phải với chúng, chủ yếu là vì chúng hiểu nhiều hơn những gì chúng có thể thể hiện ra bên ngoài. Trong những năm mẫu giáo, trẻ mắc hội chứng Down có thể được hưởng lợi từ môi trường lớp học, được bao quanh bởi những đứa trẻ khác và ít phụ thuộc vào viện trợ của người lớn. Trẻ em khuyết tật này được hưởng lợi từ nhiều tương tác với cả người lớn và trẻ em. Ở trường, việc đảm bảo một môi trường hòa nhập trong lớp học có thể khó khăn hơn, nhưng sự gần gũi với bạn bè thân thiết có thể rất quan trọng cho sự phát triển xã hội của các em bị mắc bệnh này.

## Sức khỏe
Các nghiên cứu đã phát hiện ra rằng các hỗ trợ xã hội mạnh mẽ cải thiện triển vọng về sức khỏe và tuổi thọ của con người. Ngược lại, sự cô đơn và thiếu sự hỗ trợ xã hội có liên quan đến tăng nguy cơ bệnh tim, lây nhiễm virus và ung thư, cũng như tỷ lệ tử vong cao hơn nói chung. Hai nhà nghiên cứu thậm chí đã gọi các mạng lưới tình bạn là " vắc-xin hành vi" giúp tăng cường cả sức khỏe thể chất và tinh thần.
Có nhiều nghiên cứu đã liên kết tình bạn và sức khỏe, nhưng những lý do chính xác cho mối quan hệ này vẫn chưa rõ ràng. Hầu hết các nghiên cứu trong lĩnh vực này là các nghiên cứu triển vọng lớn theo dõi con người theo thời gian, và trong khi có thể có mối tương quan giữa hai biến số (tình bạn và tình trạng sức khỏe) này, các nhà nghiên cứu vẫn không biết liệu có mối quan hệ nhân quả hay không, như quan niệm rằng tình bạn tốt thực sự cải thiện sức khỏe. Một số lý thuyết đã cố gắng giải thích liên kết này. Những lý thuyết này đã bao gồm rằng những người bạn tốt khuyến khích bạn bè của họ hướng đến lối sống lành mạnh hơn; rằng những người bạn tốt khuyến khích bạn bè của họ tìm kiếm sự giúp đỡ và tiếp cận các dịch vụ khi cần thiết; rằng những người bạn tốt nâng cao kỹ năng đối phó của bạn bè trong việc đối phó với bệnh tật và các vấn đề sức khỏe khác; và những người bạn tốt thực sự ảnh hưởng đến các dẫn truyền sinh lý bảo vệ sức khỏe.

### Sức khỏe tinh thần
Việc thiếu tình bạn đã được phát hiện có vai trò làm tăng nguy cơ ý tưởng tự tử ở thanh thiếu niên nữ, bao gồm cả việc có thêm những người bạn không phải là bạn với nhau. Tuy nhiên, không có tác dụng tương tự đã được quan sát đối với nam giới. Có ít hoặc không có bạn bè là một chỉ số chính trong chẩn đoán một loạt các rối loạn tâm thần.
Chất lượng tình bạn cao hơn trực tiếp góp phần vào lòng tự trọng, sự tự tin và phát triển xã hội. Một nghiên cứu về Cơ sở dữ liệu Hạnh phúc Thế giới cho thấy những người có tình bạn thân thiết sẽ hạnh phúc hơn, mặc dù số lượng bạn bè tuyệt đối sẽ không làm tăng hạnh phúc. Các nghiên cứu khác đã gợi ý rằng những đứa trẻ có tình bạn chất lượng cao có thể được bảo vệ chống lại sự phát triển của một số rối loạn, chẳng hạn như lo lắng và trầm cảm. Ngược lại, có ít bạn bè có liên quan đến việc bỏ học, cũng như gây hấn và tội phạm trưởng thành. :500 Từ chối ngang hàng cũng liên quan đến khát vọng thấp hơn trong lực lượng lao động và tham gia các hoạt động xã hội, trong khi mức độ tình bạn cao hơn có liên quan đến lòng tự trọng của người trưởng thành cao hơn.  :500–01